# ВВС фронта
Военно-воздушные силы фронта (ВВС фронта) — оперативное объединение фронтовой авиации, предназначенное для решения боевых задач (ведения боевых действий) во взаимодействии (в совместных операциях) с другими видами Вооружённых Сил Союза ССР фронта, а также проведения самостоятельных воздушных операций в полосе фронта.
ВВС фронта командует командующий ВВС фронта — заместитель командующего фронтом, член Военного совета фронта. В ВС РККА штатная категория должности — генерал-полковник авиации.

## История
При формировании фронтов в его составе формировались военно-воздушные силы из числа входящих в состав фронта и приданных соединений, частей и подразделений.
ВВС силы фронтов формировались в межвоенный период:

| - ВВС Дальневосточного фронта — Дальневосточный фронт (1938, 1940—1945); - ВВС Белорусского фронта — Белорусский фронт (1939); - ВВС Украинского фронта — Украинский фронт (1939); | - ВВС Северо-Западного фронта — Северо-Западный фронт (1940); - ВВС Южного фронта — Южный фронт (1940). |

До начала Великой Отечественной войны был сформирован и существовал Дальневосточный фронт и в его состав входили ВВС Дальневосточного фронта. С началом войны и формированием фронтов Великой Отечественной войны формировались и ВВС этих фронтов. ВВС фронтов формирования 1941 года:

| - ВВС Брянского фронта; - ВВС Волховского фронта; - ВВС Дальневосточного фронта; - ВВС Забайкальского фронта; - ВВС Закавказского фронта; - ВВС Западного фронта; - ВВС Кавказского фронта; - ВВС Калининского фронта; | - ВВС Карельского фронта; - ВВС Ленинградского фронта; - ВВС Резервного фронта; - ВВС Северного фронта; - ВВС Северо-Западного фронта; - ВВС Центрального фронта; - ВВС Юго-Западного фронта; - ВВС Южного фронта. |

В 1942 году формировались:
- ВВС Крымского фронта;
- ВВС Закавказского фронта (второе формирование);
- ВВС Северо-Кавказского фронта;
- ВВС Волховского фронта (второе формирование).

На основе полученного опыта боевых действий Ставка ВГК в мае 1942 года в организационную структуру Фронтовой авиации внесла изменения: все авиационные части и соединения, действовавшие в составе армий и фронтов, были сведены в одно оперативное объединение — воздушную армию. В мае — ноябре 1942 года на базе ВВС фронтов и ВВС армий было создано 17 воздушных армий, в декабре 1944 года — 18-я воздушная армия (дальней авиации).
Воздушные армии фронтовой авиации входили в состав фронтов и подчинялись командующим войсками фронтов, а в специальном отношении и при участии в воздушных операциях — и командующему ВВС Красной Армии. Некоторые фронты, действовавшие на наиболее важных направлениях, имели по две воздушных армии.

## Состав
ВВС фронта состояли из управления и штаба, авиационных соединений и отдельных частей, а также частей обеспечения и обслуживания. В состав ВВС фронта входили истребительные, штурмовые, бомбардировочные и смешанные авиационные дивизии, авиационные корпуса и отдельные авиационные полки, а также части и подразделения боевого, тылового, технического и других видов обеспечения.
В зависимости от важности выполняемых задач ВВС фронта имели от нескольких полков и эскадрилий до нескольких авиадивизий и авиакорпусов.
ВВС фронтов действовали главным образом совместно с наземными войсками фронта и в их интересах, в проводимых воздушных операциях они взаимодействовали с дальней авиацией.